# 名古屋米穀取引所
名古屋米穀取引所（なごやべいこくとりひきじょ）は、愛知県名古屋市に所在した米穀取引所。2016年4月現在のNTT西日本東海病院がある場所に所在していた。

## 概要
1876年（明治9年）公布された米商会所条例により、翌年に名古屋米商会所として成立したのを嚆矢とし、1939年（昭和14年）の米穀配給統制法により取引停止するまでの60年強の間、取引が行われた。

## 沿革
- 1876年（明治9年） - 根拠法となる米商会所条例発布[1]。
- 1877年（明治10年）- 6月に米商会所設立の仮免許が交付され、8月1日塩町三丁目において名古屋米商会所として成立する[2]。
- 1893年（明治26年）3月 - 取引所法制定に伴い、株式会社名古屋米穀取引所と改組する[2]。
- 1898年（明治31年）1月 - 従来の市場が狭隘となったため、当時の愛知郡那古野村大字広井（現名駅）に新市場を新築移転[2]。
- 1901年（明治34年）4月1日 - 所在地一帯が、市場にちなんで米屋町と改称[3]。
- 1926年（大正15年）3月 - 都市計画により、新市場を中区古郷町に移転することとし、市場及び事務所を着工[2]。
- 1927年（昭和2年）1月4日 - 市場が米屋町から米浜町（前年9月に古郷町などの一部により成立[4]）の新市場に移転[2]。
- 1939年（昭和14年）10月1日 - 米穀配給統制法の成立により、終焉を迎える[2]。

## 役員

### 設立当初
- 頭取 - 墨卯兵衛[2]
- 副頭取 - 祖父江源次郎[2]
- 肝煎 - 神野金之助・近藤友右衛門・横井半三郎[2]
- 支配人 - 一柳正意[2]

### 株式会社改組当時
- 頭取 - 吉田禄在[2]
- 副頭取 - 堀部勝四郎[2]
- 肝煎 - 村瀬庫次・長谷川太兵衛・山木新次郎[2]

### 『日本全国諸会社役員録 第21回』
- 理事長 - 吉田禄在[5]
- 理事 - 村瀬庫次、宮地茂助[5]
- 監査役 - 高橋彦次郎、小林甚助[5]

### 『日本全国諸会社役員録 第38回』
- 理事長 - 後藤安太郎[6]
- 常務理事 - 高橋正彦[6]
- 理事 - 松沢清次郎[6]
- 監査役 - 水野寅吉、長谷川真之介[6]

### 『日本全国諸会社役員録 第41回』
- 理事長 - 高橋正彦[7]
- 理事 - 松沢清次郎、長谷川真之介[7]
- 監査役 - 水野寅吉、後藤英一[7]
- 相談役 - 後藤安太郎[7]

## 取引高
最高は1926年（大正15年/昭和元年）の539万2000石、最低は1899年（明治32年）の130万3300石。